# Piégut
Pour les articles homonymes, voir Piégut (homonymie).
Piégut est une commune française, située dans le département des Alpes-de-Haute-Provence en région Provence-Alpes-Côte d'Azur.
Le nom des habitants de Piégut est Piéguard,.

## Géographie

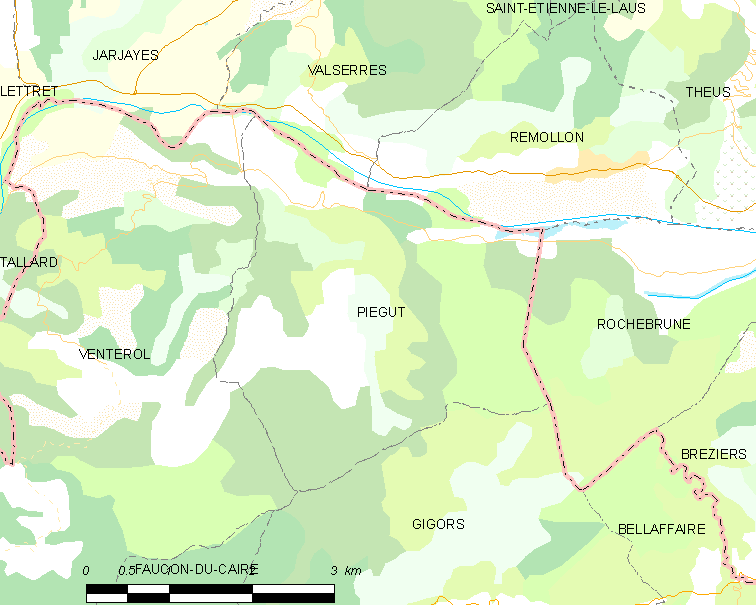
Piégut et les communes voisines (Cliquez sur la carte pour accéder à une grande carte avec la légende).

Le village de Piégut est sur un site perché, à 1 036 m d’altitude, avec comme point culminant le Mont Sérieux à 1 600 m.
Le Hameau de Neyrac fait partie de la commune.
Les communes limitrophes de Piégut sont Valserres et Remollon au Nord, Rochebrune à l’Est (toutes trois dans le département des Hautes-Alpes), Gigors et Venterol.

### Géologie

Massif des Alpes et localisation des Préalpes de Digne.

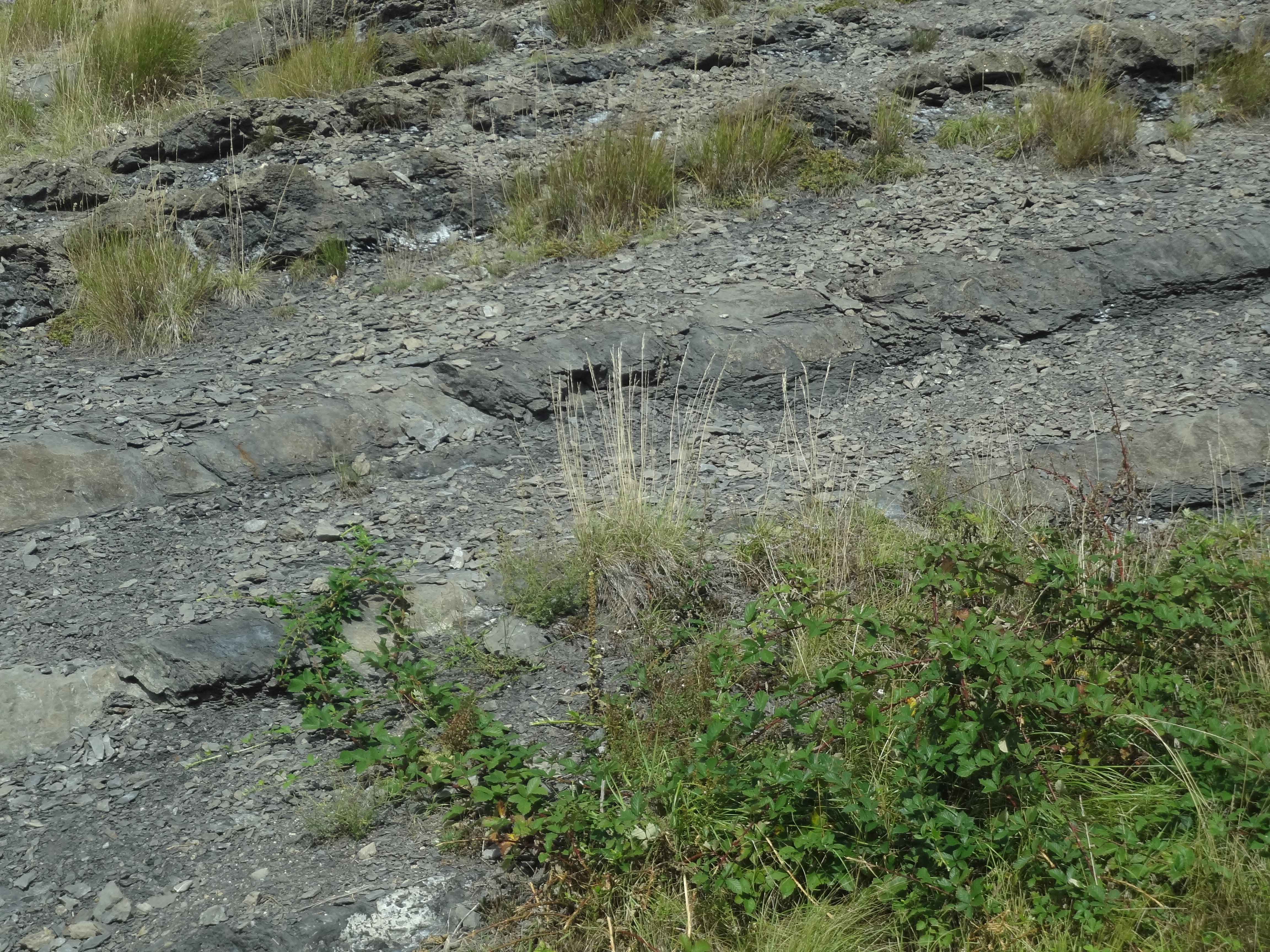
Lits de calcaire et argiles alternés formant des marnes.

Le territoire se situe en limite nord des Préalpes de Digne et de la nappe de Digne, au niveau du lobe nord-ouest : il s'agit d'une nappe de charriage, c'est-à-dire d'une dalle épaisse de près de 5 000 m qui s'est déplacée vers le sud-ouest durant l'Oligocène et la fin de la formation des Alpes. Les lobes (ou écaille) correspondent à la bordure découpée à l'ouest de la nappe.
Lors des deux dernières grandes glaciations, la glaciation de Riss et la glaciation de Würm, la commune est entièrement recouverte par le glacier de la Durance.

### Climat
Pour des articles plus généraux, voir Climat de Provence-Alpes-Côte d'Azur et Climat des Alpes-de-Haute-Provence.
En 2010, le climat de la commune est de type climat de montagne, selon une étude du Centre national de la recherche scientifique s'appuyant sur une série de données couvrant la période 1971-2000. En 2020, Météo-France publie une typologie des climats de la France métropolitaine dans laquelle la commune est exposée à un climat de montagne ou de marges de montagne et est dans la région climatique Alpes du sud, caractérisée par une pluviométrie annuelle de 850 à 1 000 mm, minimale en été.
Pour la période 1971-2000, la température annuelle moyenne est de 9,3 °C, avec une amplitude thermique annuelle de 17,4 °C. Le cumul annuel moyen de précipitations est de 1 011 mm, avec 7,8 jours de précipitations en janvier et 5,6 jours en juillet. Pour la période 1991-2020, la température moyenne annuelle observée sur la station météorologique de Météo-France la plus proche, « Turriers », sur la commune de Turriers à 6 km à vol d'oiseau, est de 10,6 °C et le cumul annuel moyen de précipitations est de 795,7 mm. 
La température maximale relevée sur cette station est de 40 °C, atteinte le 23 août 2023 ; la température minimale est de −17 °C, atteinte le 1er février 2010,,.
Les paramètres climatiques de la commune ont été estimés pour le milieu du siècle (2041-2070) selon différents scénarios d'émission de gaz à effet de serre à partir des nouvelles projections climatiques de référence DRIAS-2020. Ils sont consultables sur un site dédié publié par Météo-France en novembre 2022.

### Environnement
La commune compte 554 ha de bois et forêts, soit 50 % de sa superficie.

### Risques naturels et technologiques
Aucune des 200 communes du département n'est en zone de risque sismique nul. Le canton de Turriers auquel appartient Piégut est en zone 1b (sismicité faible) selon la classification déterministe de 1991, basée sur les séismes historiques, et en zone 4 (risque moyen) selon la classification probabiliste EC8 de 2011. La commune de Piégut est également exposée à trois autres risques naturels :
- feu de forêt ;
- inondation (dans la vallée de la Durance) ;
- mouvement de terrain.

La commune de Piégut est de plus exposée à un risque d’origine technologique, celui de rupture de barrage : en cas de rupture du barrage de Serre-Ponçon, toute la vallée de la Durance serait menacée par l’onde de submersion.
Aucun plan de prévention des risques naturels prévisibles (PPR) n’existe pour la commune et le Dicrim n’existe pas non plus.

## Urbanisme

### Typologie
Au 1er janvier 2024, Piégut est catégorisée commune rurale à habitat très dispersé, selon la nouvelle grille communale de densité à 7 niveaux définie par l'Insee en 2022.
Elle est située hors unité urbaine. Par ailleurs la commune fait partie de l'aire d'attraction de Gap, dont elle est une commune de la couronne,. Cette aire, qui regroupe 73 communes, est catégorisée dans les aires de 50 000 à moins de 200 000 habitants,.

### Occupation des sols
L'occupation des sols de la commune, telle qu'elle ressort de la base de données européenne d’occupation biophysique des sols Corine Land Cover (CLC), est marquée par l'importance des forêts et milieux semi-naturels (79 % en 2018), en augmentation par rapport à 1990 (76,5 %). La répartition détaillée en 2018 est la suivante : 
forêts (54,4 %), zones agricoles hétérogènes (18,2 %), milieux à végétation arbustive et/ou herbacée (16,8 %), espaces ouverts, sans ou avec peu de végétation (7,7 %), prairies (2,8 %).
L'évolution de l’occupation des sols de la commune et de ses infrastructures peut être observée sur les différentes représentations cartographiques du territoire : la carte de Cassini (XVIIIe siècle), la carte d'état-major (1820-1866) et les cartes ou photos aériennes de l'IGN pour la période actuelle (1950 à aujourd'hui).

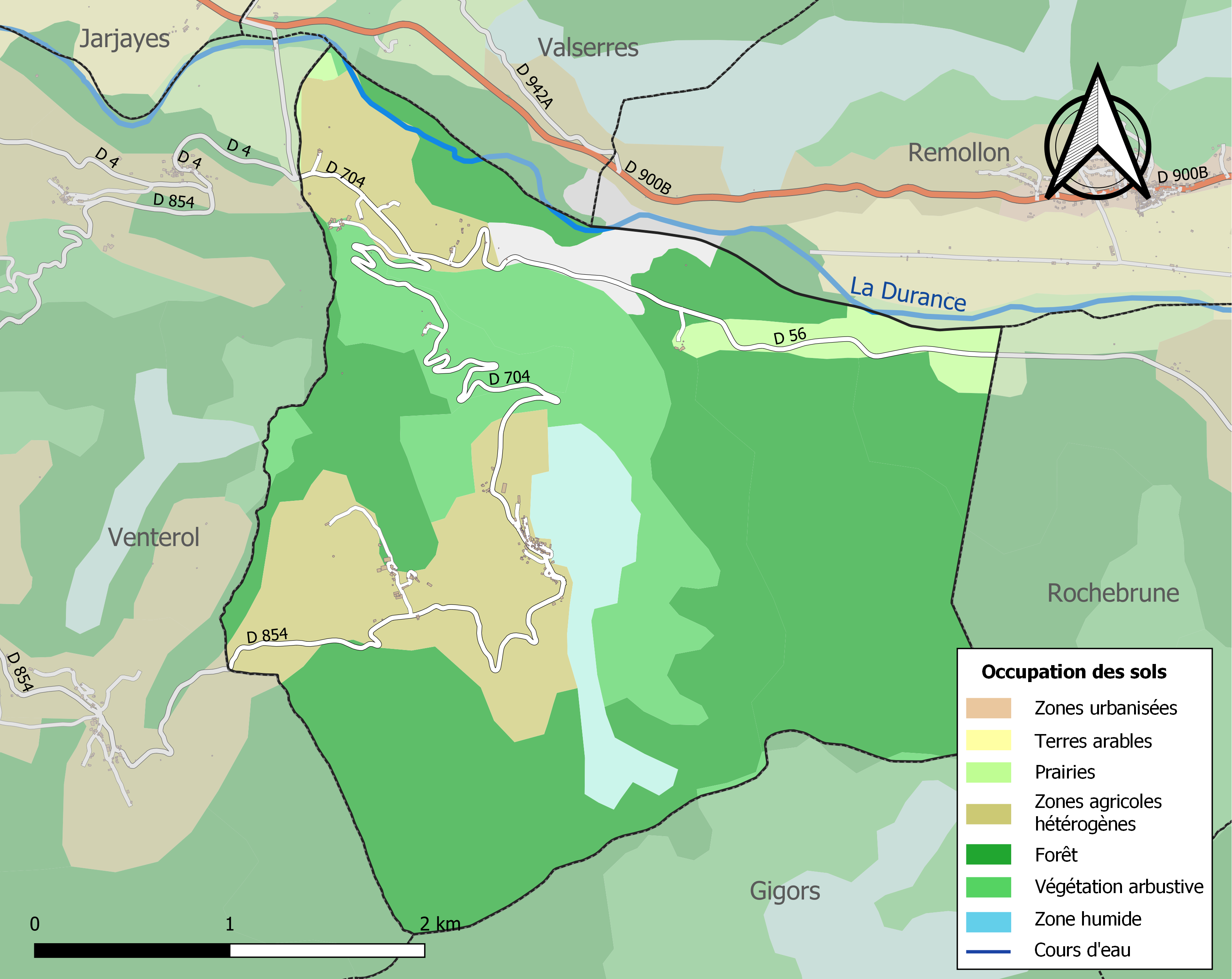
Carte de l'occupation des sols de la commune en 2018 (CLC).

## Toponymie
Le nom de la commune vient du latin podio acuto, qui donnera puech agut, ce qui signifie puy (colline) aigu, pointu en occitan.

## Histoire
La localité apparaît pour la première fois dans les chartes vers 1100-1120 (podio acuto, ce qui signifie puy (colline) aigu, pointu en latin,). L’église Saint-Colomban dépendait de l’abbaye de Chardavon (actuellement dans la commune de Saint-Geniez), abbaye qui percevait les revenus attachés à cette église. La communauté relevait de la baillie de Sisteron. Lors de la crise ouverte par la mort de la reine Jeanne Ire, Gaufroid de Piégut, seigneur de Piégut, soutient Charles de Duras contre Louis Ier d'Anjou. Le ralliement de Sisteron à la cause angevine, en 1386, entraîne son changement d’engagement, et il prête hommage au jeune duc d’Anjou, Louis II, en juillet 1386.
Une mine de plomb sulfuré a été exploitée à partir de la fin des années 1770 au hameau de Neyrac, dont le minerai rendait 61 % de plomb. Elle est vendue par M. de Venterol, titulaire du fief, à M. Delorme, qui accroit la production, creuse un puits de mine de 36 mètres de profondeur, construit une fonderie (avec four à manche, four écossais et brocard). Mais dès 1790, on signale que le filon s’épuise et la mine n’est plus rentable après 1792<. Les paysans de la commune s’en emparent, extraient quelques petites quantités de plomb et rendent la mine inexploitable.

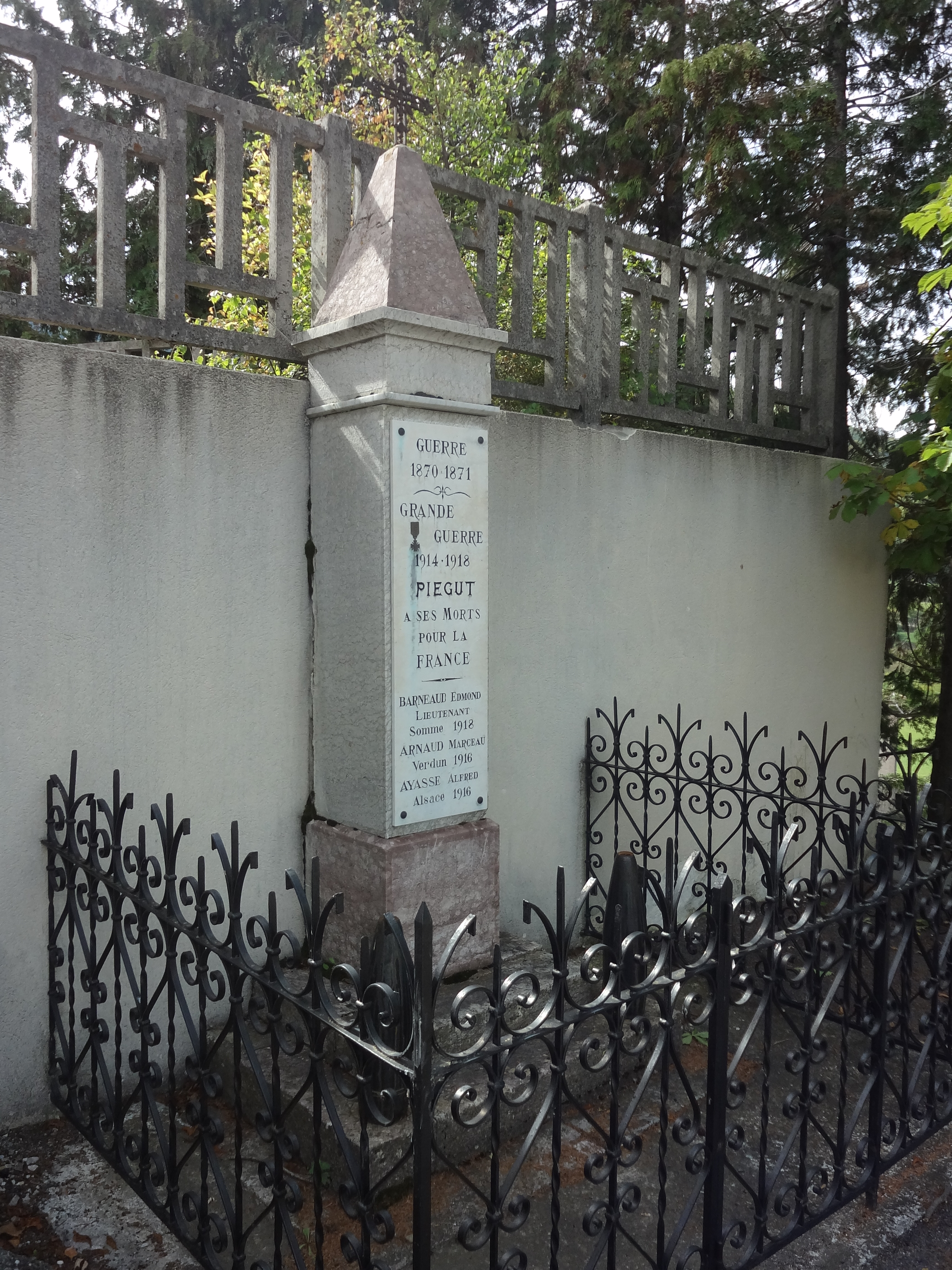
Monument aux morts de 1870 et de 1914-1918 à Piégut.

Comme de nombreuses communes du département, Piégut se dote d’une école bien avant les lois Jules Ferry : en 1863, elle compte déjà une école dispensant une instruction primaire aux garçons. Aucune instruction n’est donnée aux filles : la loi Falloux (1851) n’impose l’ouverture d’une école de filles qu’aux communes de plus de 800 habitants. La première loi Duruy (1867) abaisse ce seuil à 500 habitants, ce qui ne concerne pas la commune. La deuxième loi Duruy (1877) permet à la municipalité, grâce aux subventions de l’État, de reconstruire l’école du village.
Une carrière de la SCAD prélevait annuellement 29 000 m3 de granulats dans le lit de la Durance jusqu'à la fin du XXe siècle. Elle occupait une superficie de 123 ha au lieu-dit Lettret-Rousine.

## Politique et administration

Mairie-école.

### Administration municipale
De par sa taille, la commune dispose d'un conseil municipal de neuf membres (article L2121-2 du Code général des collectivités territoriales). Lors du scrutin de 2008, il y eut deux tours (neuf élus au premier tour et deux au second) et Monique Ouvrier-Buffet a été élue conseillère municipale au premier tour avec le troisième total de 60 voix, soit 65,93 % des suffrages exprimés. La participation a été de 91,00 %. Elle a ensuite été nommée maire par le conseil municipal. Le conseil municipal est constitué du maire, deux adjoints et sept conseillers.

### Liste des maires
L'élection du maire est la grande innovation de la Révolution de 1789. De 1790 à 1795, les maires sont élus au suffrage censitaire pour 2 ans. De 1795 à 1800, il n’y a pas de maires, la commune se contente de désigner un agent municipal qui est délégué à la municipalité de canton.
En 1799-1800, le Consulat revient sur l'élection des maires, qui sont désormais nommés par le pouvoir central. Ce système est conservé par les régimes suivants, à l'exception de la Deuxième République (1848-1851). Après avoir conservé le système autoritaire, la Troisième République libéralise par la loi du 5 avril 1884 l'administration des communes : le conseil municipal, élu au suffrage universel, élit le maire en son sein.
| Période                                  | Période                       | Identité               | Étiquette | Qualité |
| ---------------------------------------- | ----------------------------- | ---------------------- | --------- | ------- |
| Les données manquantes sont à compléter. |                               |                        |           |         |
| mai 1945                                 |                               | Ernest Astier          |           |         |
|                                          |                               |                        |           |         |
| 1983                                     | 1993                          | Maurice Maurel         |           |         |
| 1993                                     | mars 2008                     | Alain Michel           | DVG ,     |         |
| mars 2008                                | 2014                          | Monique Ouvrier-Buffet |           |         |
| avril 2014                               | En cours (au 21 octobre 2014) | Alain Michel           | DVG       |         |

### Instances administratives et judiciaires
Piégut est une des sept communes de l'ancien canton de Turriers qui totalisait 1 229 habitants en 2006. Le canton a fait partie de l’arrondissement de Sisteron du 17 février 1800 au 10 septembre 1926, date de son rattachement à l'arrondissement de Forcalquier et de la deuxième circonscription des Alpes-de-Haute-Provence. Piégut fait partie du canton de Turriers de 1793 à mars 2015 ; à la suite du redécoupage des cantons du département, la commune est rattachée au canton de Seyne.
La commune fait partie de la juridiction prud'homale de Manosque, d’instance et de grande instance de Digne-les-Bains.

### Intercommunalité
Piégut a fait partie, jusqu'en 2016, de la communauté de communes du Pays de Serre-Ponçon.
Depuis le 1er janvier 2017, elle fait partie de la communauté de communes Serre-Ponçon Val d'Avance.

### Environnement
Les habitants de Piègut ont accès à la déchèterie de la communauté de communes du Pays de Serre-Ponçon.

### Fiscalité locale
| Taxe                                                | Part communale | Part intercommunale | Part départementale | Part régionale |
| --------------------------------------------------- | -------------- | ------------------- | ------------------- | -------------- |
| Taxe d'habitation (TH)                              | 2,70 %         | 1,23 %              | 5,53 %              | 0,00 %         |
| Taxe foncière sur les propriétés bâties (TFPB)      | 25,68 %        | 2,83 %              | 14,49 %             | 2,36 %         |
| Taxe foncière sur les propriétés non bâties (TFPNB) | 0,00 %         | 16,26 %             | 47,16 %             | 8,85 %         |
| Taxe professionnelle (TP)                           | 21,88 %        | 2,08 %              | 10,80 %             | 3,84 %         |

La part régionale de la taxe d'habitation n'est pas applicable.
La taxe professionnelle est remplacée en 2010 par la cotisation foncière des entreprises (CFE) portant sur la valeur locative des biens immobiliers et par la contribution sur la valeur ajoutée des entreprises (CVAE) (les deux formant la contribution économique territoriale (CET) qui est un impôt local instauré par la loi de finances pour 2010).

## Population et société

### Démographie
L'évolution du nombre d'habitants est connue à travers les recensements de la population effectués dans la commune depuis 1765. Pour les communes de moins de 10 000 habitants, une enquête de recensement portant sur toute la population est réalisée tous les cinq ans, les populations de référence des années intermédiaires étant quant à elles estimées par interpolation ou extrapolation. Pour la commune, le premier recensement exhaustif entrant dans le cadre du nouveau dispositif a été réalisé en 2004.
En 2022, la commune comptait 208 habitants, en évolution de +16,85 % par rapport à 2016 (Alpes-de-Haute-Provence : +2,84 %, France hors Mayotte : +2,11 %).
| 1765 | 1793 | 1800 | 1806 | 1821 | 1831 | 1836 | 1841 | 1846 |
| ---- | ---- | ---- | ---- | ---- | ---- | ---- | ---- | ---- |
| 182  | 216  | 185  | 208  | 201  | 219  | 219  | 233  | 210  |

| 1851 | 1856 | 1861 | 1866 | 1872 | 1876 | 1881 | 1886 | 1891 |
| ---- | ---- | ---- | ---- | ---- | ---- | ---- | ---- | ---- |
| 228  | 227  | 215  | 205  | 185  | 181  | 178  | 166  | 173  |

| 1896 | 1901 | 1906 | 1911 | 1921 | 1926 | 1931 | 1936 | 1946 |
| ---- | ---- | ---- | ---- | ---- | ---- | ---- | ---- | ---- |
| 160  | 163  | 144  | 131  | 101  | 88   | 100  | 84   | 95   |

| 1954 | 1962 | 1968 | 1975 | 1982 | 1990 | 1999 | 2004 | 2006 |
| ---- | ---- | ---- | ---- | ---- | ---- | ---- | ---- | ---- |
| 78   | 72   | 65   | 66   | 72   | 86   | 123  | 131  | 133  |

| 2009 | 2014 | 2019 | 2022 | - | - | - | - | - |
| ---- | ---- | ---- | ---- | - | - | - | - | - |
| 141  | 161  | 202  | 208  | - | - | - | - | - |

| 1315    | 1471   |
| ------- | ------ |
| 47 feux | 8 feux |

### Enseignement
La commune dispose d'une école primaire publique,. Ensuite les élèves sont affectés au collège Marcel-Massot à La Motte-du-Caire. Puis ils poursuivent au lycée de la cité scolaire Paul-Arène à Sisteron,.

### Santé
Ce petit village ne possède aucun professionnel de santé. Les médecins les plus proches se trouvent dans les communes des Hautes-Alpes : Tallard à 5 km (cabinet médical) et Rousset à 8 km. La pharmacie du secteur se situe à Tallard. Les hôpitaux les plus proches sont l’hôpital local Saint-Jacques Seyne-les-Alpes éloigné de 21 km et l'hôpital local de Laragne distant de 28 km.

## Économie

### Aperçu général
En 2009, la population active s’élevait à 65 personnes, dont six chômeurs (neuf fin 2011). Ces travailleurs sont majoritairement salariés (44 sur 59) et travaillent majoritairement hors de la commune (43 actifs sur 59). Fin 2010, le secteur secondaire (industrie et construction) ne comptait aucun établissement, l’essentiel des emplois de la commune relèvent de l’agriculture.

### Agriculture
Fin 2010, le secteur primaire (agriculture, sylviculture, pêche) comptait 12 établissements actifs au sens de l’Insee (exploitants non-professionnels inclus) et aucun emploi salarié.
Le nombre d’exploitations professionnelles, selon l’enquête Agreste du ministère de l’Agriculture, est de neuf en 2010. Il était de 10 en 2000, de 11 en 1988. Actuellement[Quand ?], ces exploitants sont majoritairement des polyculteurs (cinq exploitations). La commune compte également des éleveurs ovins et des exploitations spécialisées dans les grandes cultures. De 1988 à 2000, la surface agricole utile (SAU) a fortement augmenté, de 233 à 373 ha. La SAU a fortement augmenté lors de la dernière décennie, à 551 ha, soit 61 ha par exploitation. La surface moyenne a ainsi triplé en vingt ans.
La commune de Piégut est dans le périmètre du label appellation d'origine contrôlée (AOC) (huile essentielle de lavande de Haute-Provence) et de neuf labels à indication géographique protégée (IGP) (pommes des Alpes de Haute-Durance, miel de Provence, agneau de Sisteron, vin alpes-de-haute-provence (IGP) blanc, rouge et rosé et VDP de Méditerranée blanc, rouge et rosé).

Productions agricoles de Piégut.
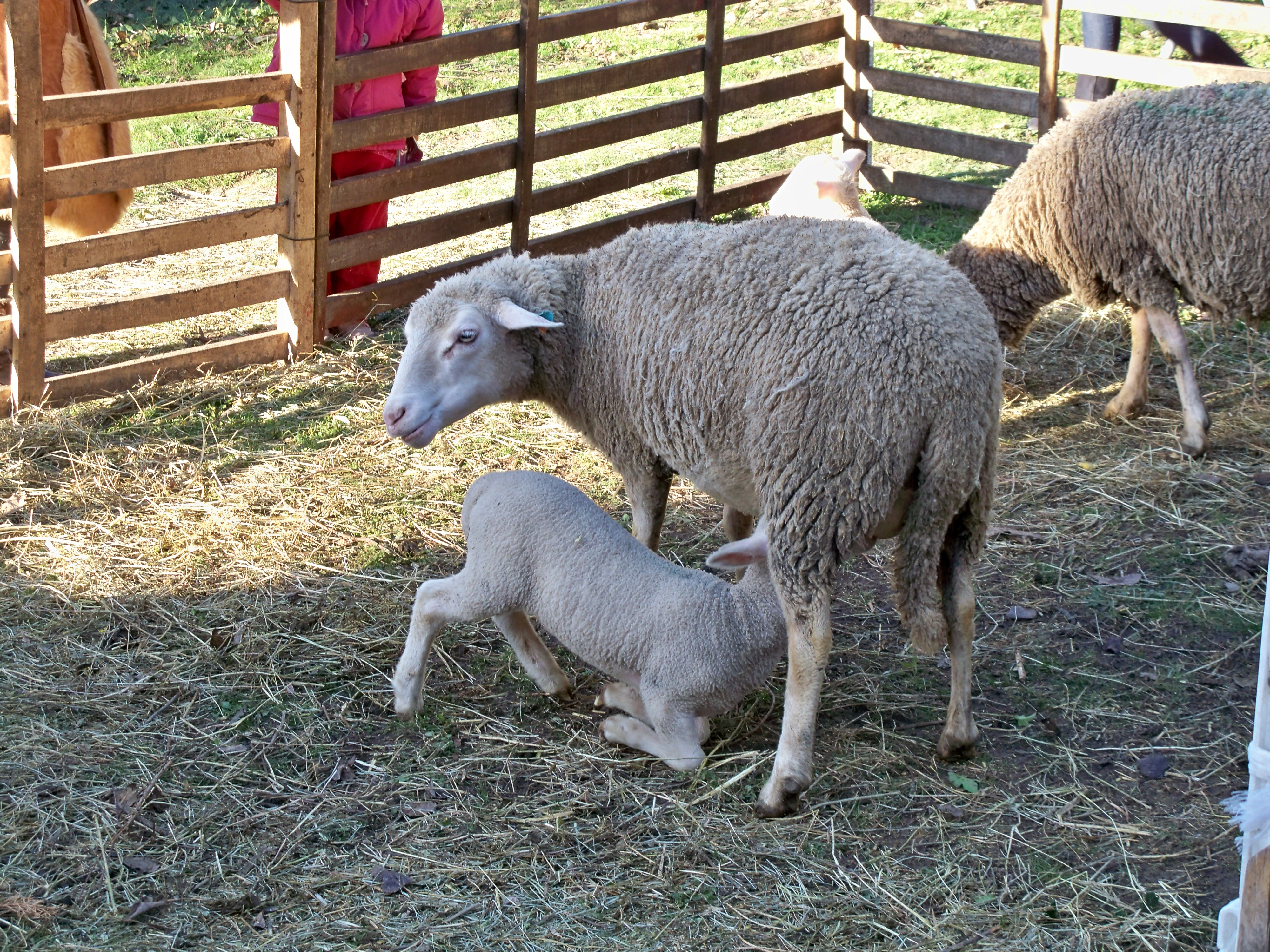
Agneau de Sisteron élevé sous sa mère.
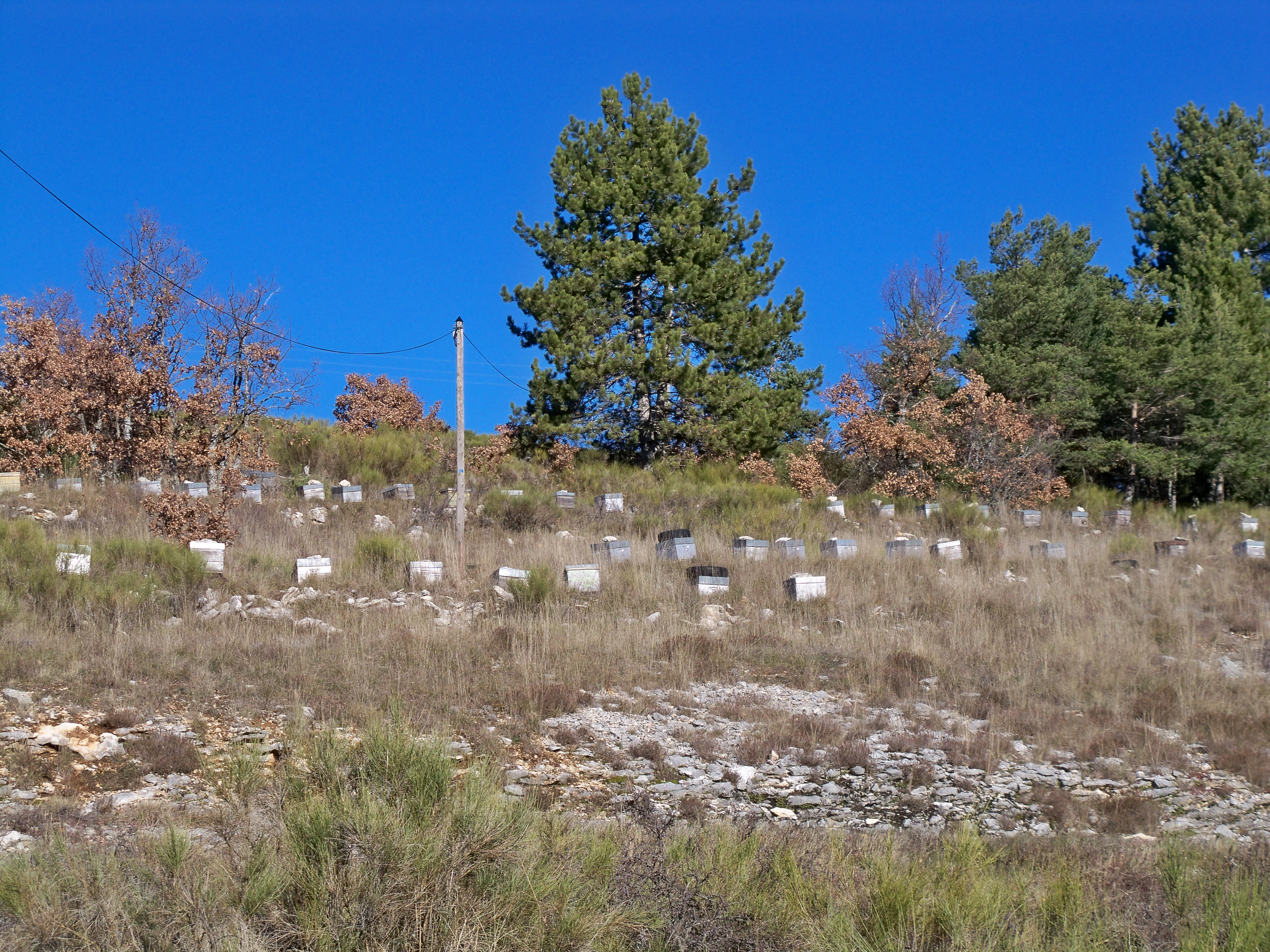
Ruches à la Combe du Pommier.
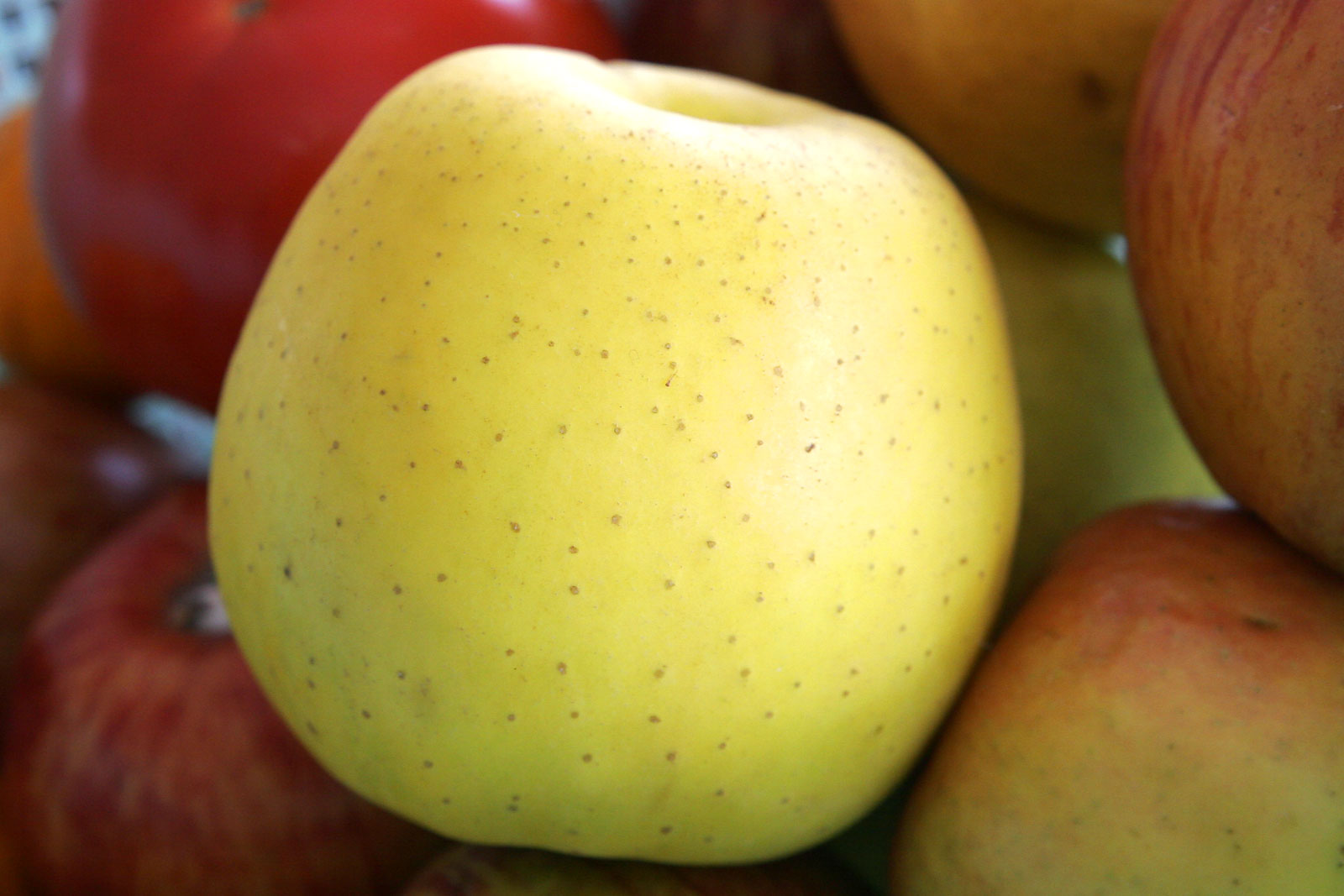
Golden et gala.
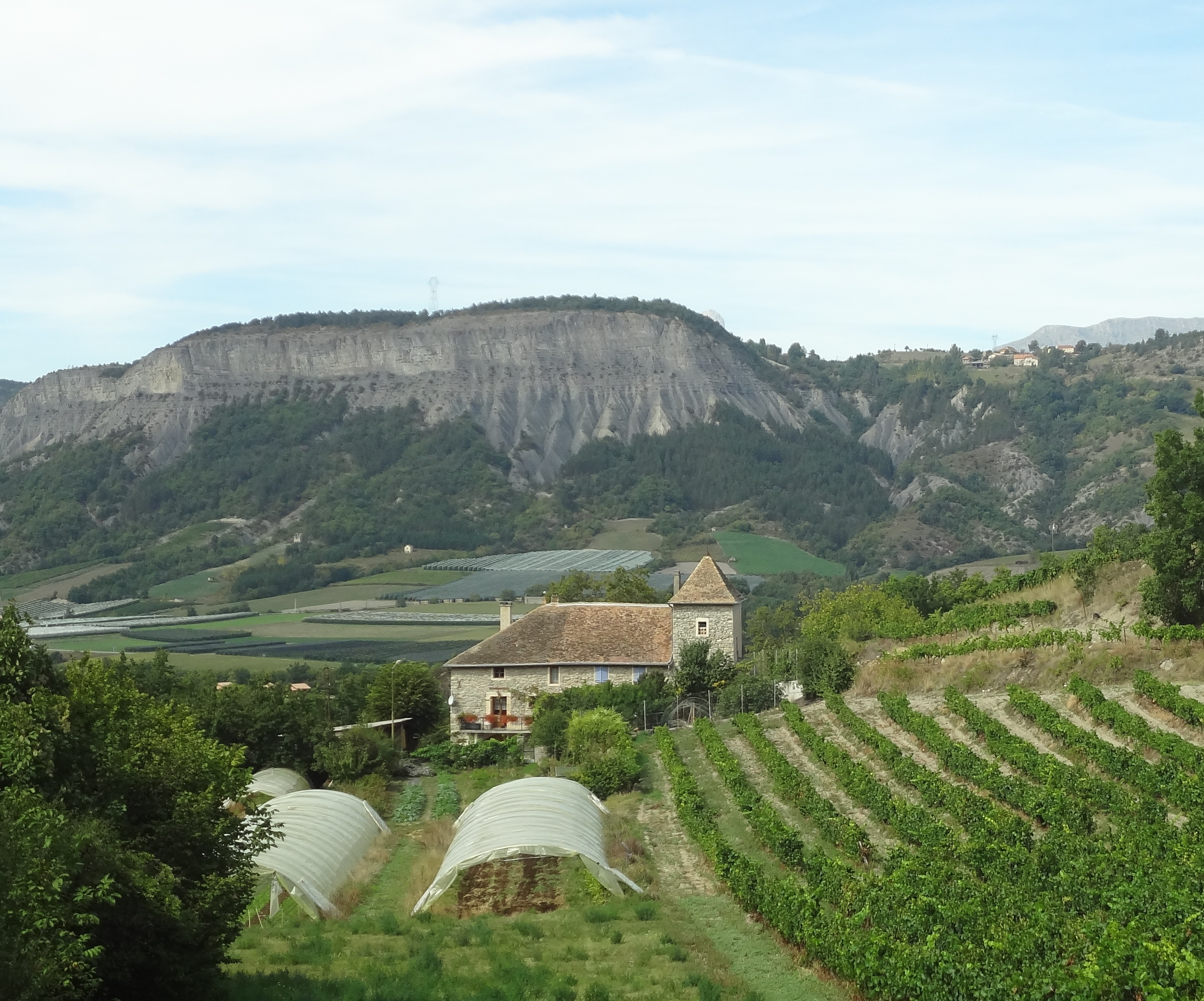
Vigne à La Crotte.

La viticulture est pratiquée dans la commune depuis très longtemps : cette culture était destinée à l’autoconsommation, mais certains vins jouissaient d’une bonne réputation (l’enquête agricole de 1848 en trouve d’excellents). Actuellement[Quand ?], les surfaces plantées en vigne sont relictuelles,.

### Activités de service
Fin 2010, le secteur tertiaire ne comptait aucun trois établissements (sans aucun emploi salarié), auxquels s’ajoutent les deux établissements du secteur administratif (regroupé avec le secteur sanitaire et social et l’enseignement), salariant six personnes.
D'après l’Observatoire départemental du tourisme, la fonction touristique est secondaire pour la commune, avec moins d’un touriste accueilli par habitant, la capacité d'hébergement étant très faible et ne consistant qu’en des meublés non-labellisés. Les résidences secondaires apportent un complément à la capacité d’accueil : au nombre de 23, elles représentent 24 % des logements,.

## Lieux et monuments
- Château des XVe et XVIe siècles

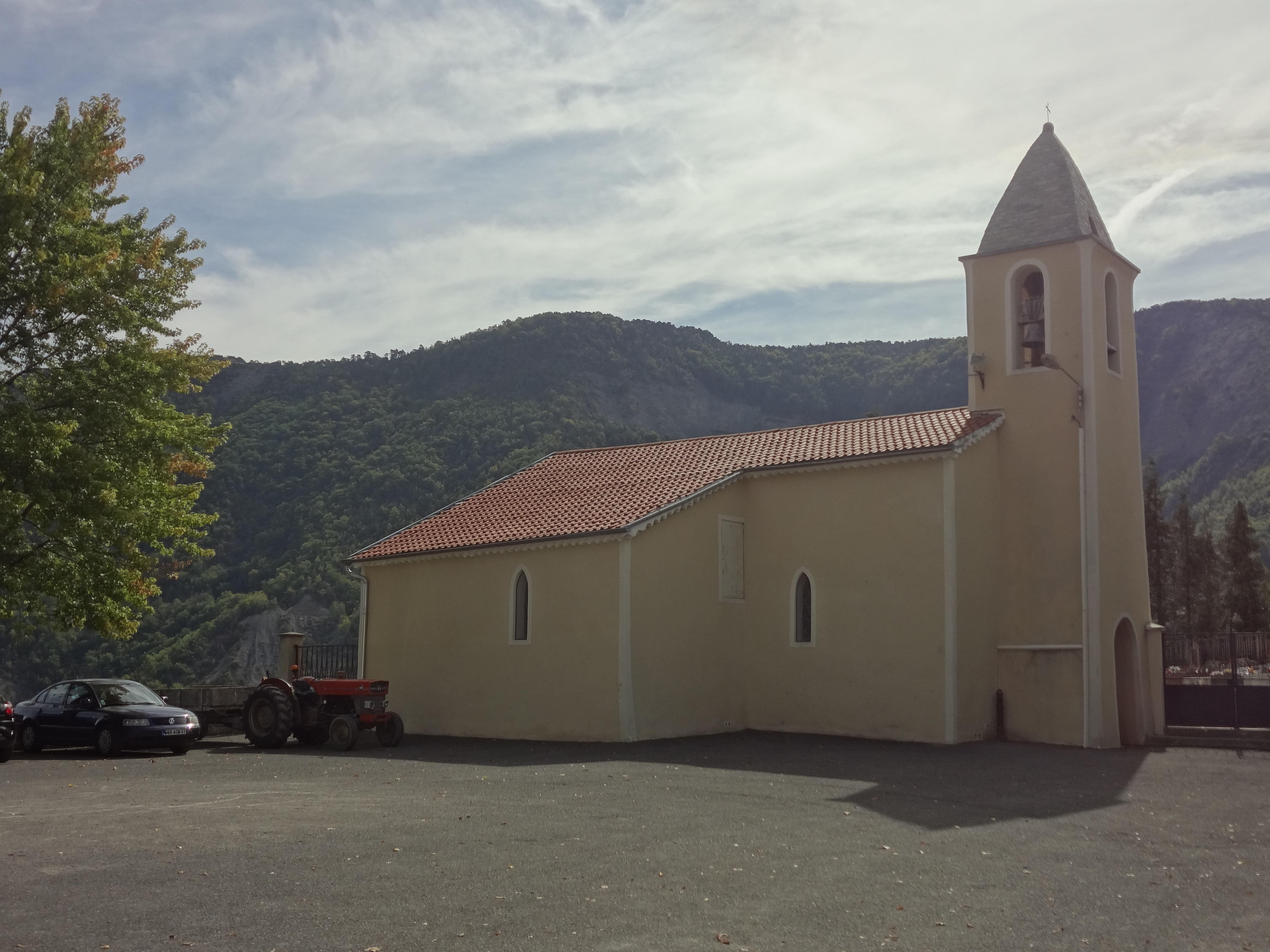
Église Saint-Colomban.

L’église Saint-Colomban, d’architecture archaïque, est construite au XVIIe siècle. Sa nef est simplement voûtée en berceau, le chœur est à chevet plat. Il y a une seule chapelle latérale, côté sud.
La chapelle du hameau de Neyrac, au nord de la commune, date de 1882.
- Fin juillet, un festival de musique
- Plan d'eau des 3 Lacs, à cheval avec la commune de Rochebrune. Créé à la suite de l'aménagement du barrage de Serre-Ponçon, ce plan d'eau, composé en réalité de 4 lacs, a été aménagé pour une exploitation touristique. Une crue de la Durance a détruit ces lacs le 30 mai 2008[81].

## Héraldique
| Blason de Piégut | Blason  | D'azur au lion d'or, armé et lampassé de gueule, accompagné à dextre de la pointe des lettres P et G capitales du même. |
| Blason de Piégut | Détails | Le statut officiel du blason reste à déterminer.                                                                        |